# 2A70
Pour les articles homonymes, voir Canon de 100 mm.
Le 2A70 est un canon à faible effort de recul d'un calibre de 100 mm employé sur les véhicules de combat d'infanterie de conception russe tels que le BMP-3 et le BMD-4.